# Malo Naklo
Malo Naklo este o localitate din comuna Naklo, Slovenia, cu o populație de 16 locuitori.